# Nāḩiyat al Hawl
Nāḩiyat al Hawl (arabiska: ناحية الهول) är ett subdistrikt i Syrien.   Det ligger i provinsen al-Hasakah, i den nordöstra delen av landet, 500 km nordost om huvudstaden Damaskus.
Trakten runt Nāḩiyat al Hawl är ofruktbar med lite eller ingen växtlighet. Runt Nāḩiyat al Hawl är det ganska tätbefolkat, med 179 invånare per kvadratkilometer.